# Ibrahim Al-Mukhaini
Ibrahim Al-Mukhaini (en árabe: إِبْرَاهِيم صَالِح إِبْرَاهِيم صَالِح الْمُخَيْنِيّ‎; Sur, Omán; 20 de junio de 1997) es un futbolista de Omán que juega en la posición de guardameta con el Al-Nahda Club de la Liga Profesional de Omán desde el 2022.

## Carrera

### Club
| Periodo   | Club            |
| --------- | --------------- |
| 2016–2019 | Al-Oruba Sur    |
| 2019-2022 | Al-Nasr Salalah |
| 2022–     | Al-Nahda Club   |

### Selección nacional
A nivel de selecciones menores participó en el Campeonato Sub-23 de la AFC 2018. Debutó con Omán en la clasificación para la Copa Asiática 2019, también jugó en la Copa de Naciones del Golfo de 2019, la clasificación de AFC para la Copa Mundial de Fútbol de 2022, la Copa Árabe de la FIFA 2021, la Copa de Naciones del Golfo de 2023 y la Copa de Naciones CAFA 2023.
Ganó el premio al mejor guardameta de la Copa de Naciones del Golfo de 2023 donde Omán fue finalista, y en la Copa de Naciones CAFA 2023 donde Omán terminó en tercer lugar.
Al-Mukhaini también ha jugado con Omán en la clasificación de AFC para la Copa Mundial de Fútbol de 2026 y en la clasificación para la Copa Asiática 2027.

## Logros

### Club
- Liga Profesional de Omán (1): 2022/23
- Copa del Sultán Qaboos (1): 2022/23

### Individual
- Mejor Guardameta de la Arabian Gulf Cup: 2023
- Mejor Guardameta de la CAFA Nations Cup: 2023